# Stockholm Open 2012 - Qualificazioni singolare
Le qualificazioni del singolare  dello  Stockholm Open 2012 sono state un torneo di tennis preliminare per accedere alla fase finale della manifestazione. I vincitori dell'ultimo turno sono entrati di diritto nel tabellone principale. In caso di ritiro di uno o più giocatori aventi diritto a questi sono subentrati i lucky loser, ossia i giocatori che hanno perso nell'ultimo turno ma che avevano una classifica più alta rispetto agli altri partecipanti che avevano comunque perso nel turno finale.

## Teste di serie
Le prime due teste di serie ricevono un bye per il secondo turno.
1. Federico Delbonis (qualificato)
2. Jonathan Dasnières de Veigy (ultimo turno)
3. Marius Copil (qualificato)
4. Yannick Mertens (qualificato)

1. Peter Torebko (ultimo turno)
2. Érik Chvojka (ultimo turno)
3. Maxime Teixeira (qualificato)
4. Thomas Fabbiano (ultimo turno)

## Qualificati
1. Federico Delbonis
2. Maxime Teixeira

1. Marius Copil
2. Yannick Mertens

## Tabellone

### Legenda
| - Q = Qualificato - WC = Wild card - LL = Lucky loser | - ALT = Alternate - SE = Special Exempt - PR = Protected Ranking | - w/o = Walkover - r = Ritirato - d = Squalificato |

### Sezione 1
|  | Primo turno | Primo turno          | Primo turno          | Primo turno | Primo turno |  |  | Secondo turno | Secondo turno     | Secondo turno | Secondo turno | Secondo turno |   |    | Ultimo turno | Ultimo turno      | Ultimo turno | Ultimo turno | Ultimo turno |  |
|  |             |                      |                      |             |             |  |  |               |                   |               |               |               |   |    |              |                   |              |              |              |  |
|  |             |                      |                      |             |             |  |  |               |                   |               |               |               |   |    |              |                   |              |              |              |  |
|  |             |                      |                      |             |             |  |  | 1             | Federico Delbonis | 64            | 6             | 6             |   |    |              |                   |              |              |              |  |
|  | James McGee | James McGee          | James McGee          | 6           | 7           |  |  |               | James McGee       | 7             | 1             | 1             |   |    |              |                   |              |              |              |  |
|  | Igor Tubic  | Igor Tubic           | Igor Tubic           | 2           | 5           |  |  |               |                   |               |               |               |   |    | 1            | Federico Delbonis | 6            | 62           | 7            |  |
|  |             | Nils Langer          | Nils Langer          | 6           | 6           |  |  |               |                   | 5             | Peter Torebko | 1             | 7 | 62 |              |                   |              |              |              |  |
|  | WC          | Ante Tepic           | Ante Tepic           | 2           | 0           |  |  |               | Nils Langer       | Nils Langer   | 4             | 4             |   |    |              |                   |              |              |              |  |
|  |             | William Boe-Wiegaard | William Boe-Wiegaard | 5           | 4           |  |  | 5             | Peter Torebko     | Peter Torebko | 6             | 6             |   |    |              |                   |              |              |              |  |
|  | 5           | Peter Torebko        | Peter Torebko        | 7           | 6           |  |  |               |                   |               |               |               |   |    |              |                   |              |              |              |  |

### Sezione 2
|  | Primo turno | Primo turno     | Primo turno     | Primo turno | Primo turno |  |  | Secondo turno | Secondo turno               | Secondo turno   | Secondo turno   | Secondo turno   |   |   | Ultimo turno | Ultimo turno                | Ultimo turno                | Ultimo turno | Ultimo turno |  |
|  |             |                 |                 |             |             |  |  |               |                             |                 |                 |                 |   |   |              |                             |                             |              |              |  |
|  |             |                 |                 |             |             |  |  |               |                             |                 |                 |                 |   |   |              |                             |                             |              |              |  |
|  |             |                 |                 |             |             |  |  | 2             | Jonathan Dasnières de Veigy | 3               | 6               | 6               |   |   |              |                             |                             |              |              |  |
|  |             | Milos Sekulic   | Milos Sekulic   | 6           | 6           |  |  |               | Milos Sekulic               | 6               | 2               | 0               |   |   |              |                             |                             |              |              |  |
|  | WC          | Anton Waern     | Anton Waern     | 3           | 3           |  |  |               |                             |                 |                 |                 |   |   | 2            | Jonathan Dasnières de Veigy | Jonathan Dasnières de Veigy | 3            | 4            |  |
|  | WC          | Elliot Carnello | Elliot Carnello | 4           | 1           |  |  |               |                             | 7               | Maxime Teixeira | Maxime Teixeira | 6 | 6 |              |                             |                             |              |              |  |
|  | WC          | Jonathan Mridha | Jonathan Mridha | 6           | 6           |  |  | WC            | Jonathan Mridha             | Jonathan Mridha | 4               | 2               |   |   |              |                             |                             |              |              |  |
|  |             | Henri Laaksonen | Henri Laaksonen | 3           | 4           |  |  | 7             | Maxime Teixeira             | Maxime Teixeira | 6               | 6               |   |   |              |                             |                             |              |              |  |
|  | 7           | Maxime Teixeira | Maxime Teixeira | 6           | 6           |  |  |               |                             |                 |                 |                 |   |   |              |                             |                             |              |              |  |

### Sezione 3
|  | Primo turno     | Primo turno      | Primo turno      | Primo turno | Primo turno |  |  | Secondo turno | Secondo turno   | Secondo turno   | Secondo turno | Secondo turno |   |   | Ultimo turno | Ultimo turno | Ultimo turno | Ultimo turno | Ultimo turno |  |
|  |                 |                  |                  |             |             |  |  |               |                 |                 |               |               |   |   |              |              |              |              |              |  |
|  | 3               | Marius Copil     | Marius Copil     | 6           | 6           |  |  |               |                 |                 |               |               |   |   |              |              |              |              |              |  |
|  |                 | Jacob Adaktusson | Jacob Adaktusson | 2           | 3           |  |  | 3             | Marius Copil    | Marius Copil    | 6             | 6             |   |   |              |              |              |              |              |  |
|  | Roberto Marcora | Roberto Marcora  | Roberto Marcora  | 6           | 6           |  |  |               | Roberto Marcora | Roberto Marcora | 3             | 2             |   |   |              |              |              |              |              |  |
|  | Julien Maes     | Julien Maes      | Julien Maes      | 1           | 3           |  |  |               |                 |                 |               |               |   |   | 3            | Marius Copil | 4            | 6            | 6            |  |
|  |                 | Isak Arvidsson   | Isak Arvidsson   | 6           | 6           |  |  |               |                 | 6               | Érik Chvojka  | 6             | 1 | 4 |              |              |              |              |              |  |
|  | WC              | Markus Schultz   | Markus Schultz   | 2           | 3           |  |  |               | Isak Arvidsson  | 6               | 2             | 3             |   |   |              |              |              |              |              |  |
|  |                 | Claudio Grassi   | Claudio Grassi   | 4           | 3           |  |  | 6             | Érik Chvojka    | 4               | 6             | 6             |   |   |              |              |              |              |              |  |
|  | 6               | Érik Chvojka     | Érik Chvojka     | 6           | 6           |  |  |               |                 |                 |               |               |   |   |              |              |              |              |              |  |

### Sezione 4
|  | Primo turno    | Primo turno         | Primo turno         | Primo turno | Primo turno |  |  | Secondo turno | Secondo turno   | Secondo turno   | Secondo turno   | Secondo turno   |    |   | Ultimo turno | Ultimo turno    | Ultimo turno    | Ultimo turno | Ultimo turno |  |
|  |                |                     |                     |             |             |  |  |               |                 |                 |                 |                 |    |   |              |                 |                 |              |              |  |
|  | 4              | Yannick Mertens     | Yannick Mertens     | 6           | 6           |  |  |               |                 |                 |                 |                 |    |   |              |                 |                 |              |              |  |
|  | WC             | Elias Ymer          | Elias Ymer          | 3           | 3           |  |  | 4             | Yannick Mertens | Yannick Mertens | 6               | 6               |    |   |              |                 |                 |              |              |  |
|  | Fred Simonsson | Fred Simonsson      | Fred Simonsson      | 1           | 2           |  |  |               | Robin Olin      | Robin Olin      | 1               | 3               |    |   |              |                 |                 |              |              |  |
|  | Robin Olin     | Robin Olin          | Robin Olin          | 6           | 6           |  |  |               |                 |                 |                 |                 |    |   | 4            | Yannick Mertens | Yannick Mertens | 7            | 6            |  |
|  | Lucas Renard   | Lucas Renard        | Lucas Renard        | 7           | 6           |  |  |               |                 | 8               | Thomas Fabbiano | Thomas Fabbiano | 65 | 3 |              |                 |                 |              |              |  |
|  | Fabrice Martin | Fabrice Martin      | Fabrice Martin      | 5           | 4           |  |  |               | Lucas Renard    | Lucas Renard    | 1               | 1               |    |   |              |                 |                 |              |              |  |
|  | WC             | Christoffer Solberg | Christoffer Solberg | 2           | 0           |  |  | 8             | Thomas Fabbiano | Thomas Fabbiano | 6               | 6               |    |   |              |                 |                 |              |              |  |
|  | 8              | Thomas Fabbiano     | Thomas Fabbiano     | 6           | 6           |  |  |               |                 |                 |                 |                 |    |   |              |                 |                 |              |              |  |